# Eisenacher Burg

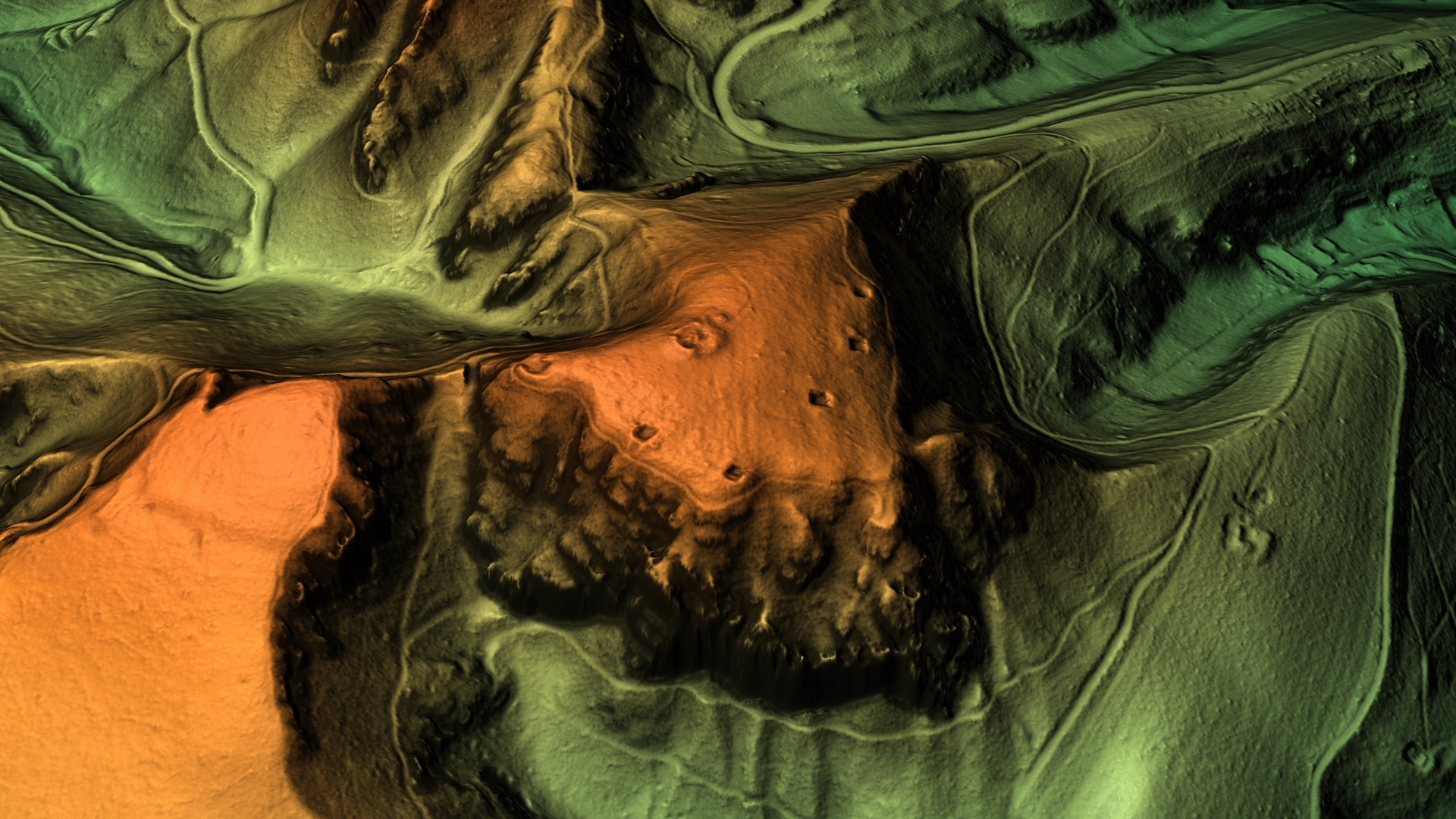
3D-Ansicht des digitalen Geländemodells

Die Eisenacher Burg ist eine abgegangene mittelalterliche Höhenburganlage auf 385 m ü. NN. Das Bodendenkmal befindet sich  im Stadtgebiet von Eisenach, auf der gleichnamigen bewaldeten Anhöhe, etwa 500 m südlich der Wartburg.

## Geschichte
Im thüringisch-hessischen Erbfolgekrieg (1247–1263) fanden ab 1260 bis Januar 1262 Kampfhandlungen um die Wartburg und den Besitz der Stadt Eisenach statt. Auf der Wartburg konnte sich eine wettinische Besatzung gegen die Belagerer (braunschweigische und hessische Truppen, verstärkt durch Eisenacher Bürgerwehr) halten. Die Eisenacher Burg war demzufolge eine Belagerungsburg, sie versperrte die südöstlichen Zugangswege zur Stadt Eisenach und zur Wartburg. Über das Aussehen der Burg ist nur wenig bekannt. Die exponierte Lage auf einem durch Felswände und Steilhänge geschützten Hochplateau sicherte diese Stellung.
Die zweite Nutzungsphase der Eisenacher Burg datiert um 1306/1308. König Albrecht von Habsburg ließ die Wartburg belagern und wählte hierzu die Eisenacher Burg als Heerlager. Auch in diesen Kämpfen standen die Eisenacher Bürger und Kontingente anderer Thüringer Städte (Erfurt, Mühlhausen, Nordhausen) auf der Seite der Belagerer.
Der königliche Feldhauptmann Graf von Weilnau ließ die Eisenacher Burg mit Türmen, Palisadenzäunen und Blockhäusern erbauen. Zeitweise wurde mittels einer Blide (Schleuderwaffe) die Wartburg beschossen, wobei der Palas und die Südmauer getroffen wurden.
Bei einem Erkundungsgang nach Eisenach geriet Graf Weilnau in einen Hinterhalt und wurde auf die Wartburg abgeführt, wo er nach kurzer Kerkerhaft verstarb. Bis zur Einstellung der Kampfhandlungen im Mai 1308 blieb die Eisenacher Burg eine ständige Bedrohung der Wartburg.
Bei archäologischen Grabungen auf der Hochfläche wurden im Sommer 1995 neben den mittelalterlichen Zeugnissen aus der Belagerungszeit auch ältere Siedlungsspuren (Eisenzeit) dokumentiert.

## Bauliches
Die Eisenacher Burg ist noch gut im Gelände erkennbar. Man findet die in den anstehenden Fels eingearbeiteten Standorte von hölzernen Wehrtürmen (im Übersichtsplan mit A bis F markiert), dem Bergfried (mit G markiert) und den Felseinschnitt der Blidenstatt  (mit H markiert).

## Befund
Das nebenstehende Bild zeigt den im Plan mit C markierten Befund, es handelt sich um einen in den anstehenden Fels eingetieften Unterbau eines Turmes mit Zugangstreppe. Durch den verstopften Abfluss ist er inzwischen teilweise mit Regenwasser zugelaufen.

## Bilder

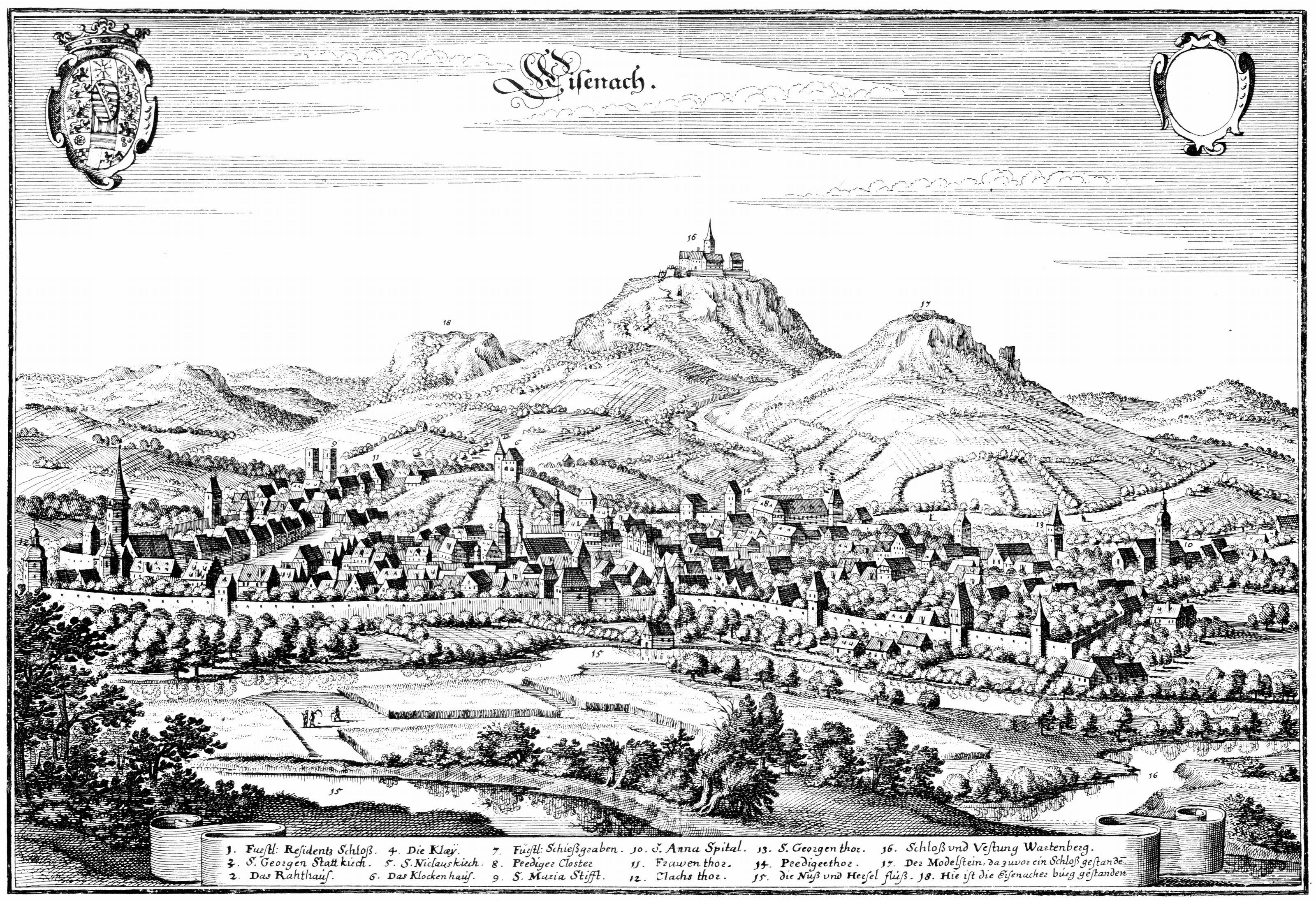
Eisenach um 1647 (Merian)
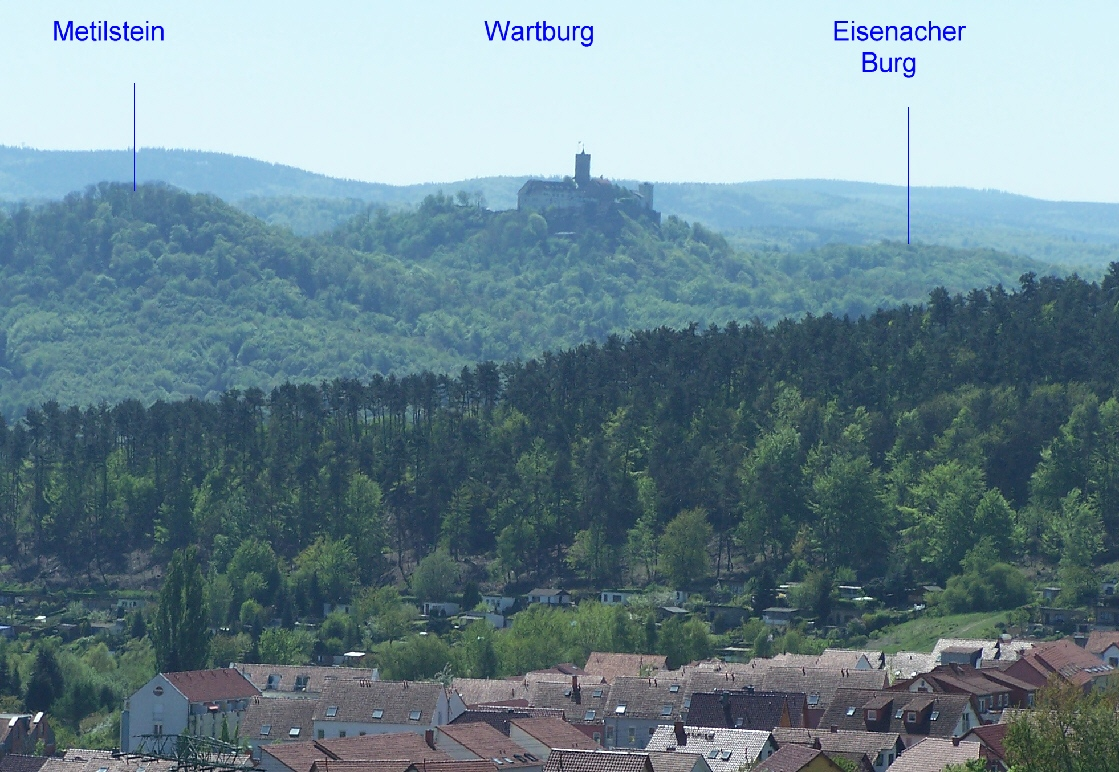
Dreiburgen-Panorama (Ansicht vom Moseberg)
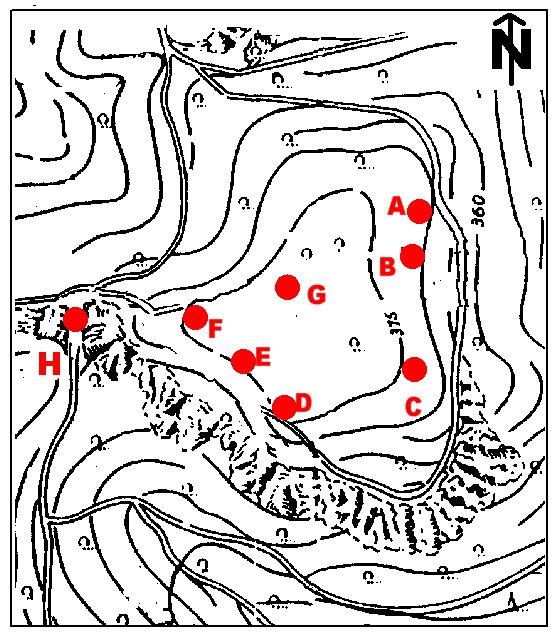
Übersichtsplan (nach Beck/Schwarz)
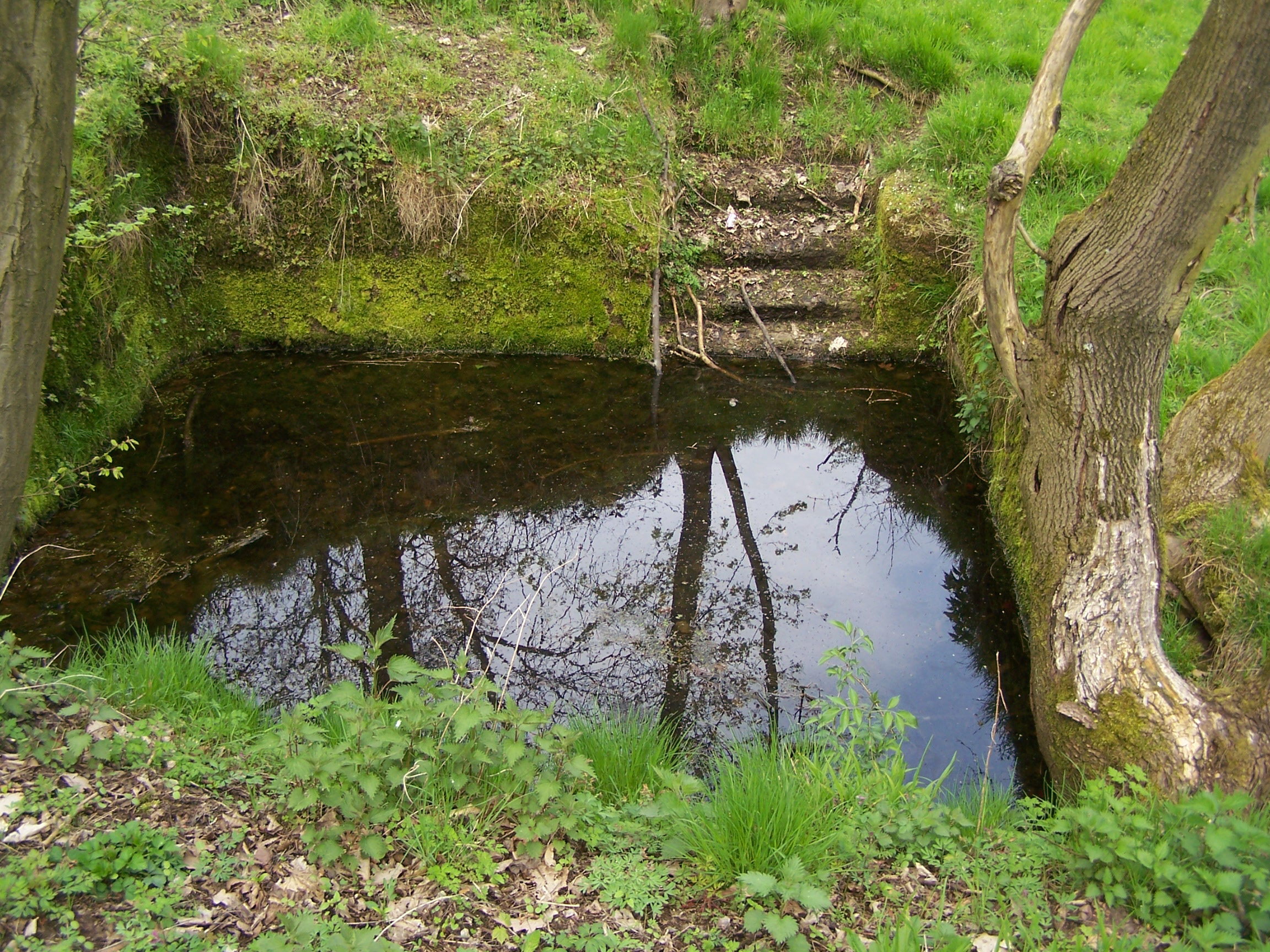
Befund C